# Джарылгачский залив
Джарылгачский залив, ранее Джарылгацкий залив (укр. Джарилгацька затока) — залив Чёрного моря, между островом Джарылгач и черноморским побережьем Херсонской области (Украина).

## География
Длина залива — 70 км; ширина — 20 км. Максимальная глубина — 8 м. Средняя глубина — 1-5 м. На востоке соединён с Каркинитским заливом, на северо-востоке прилегает к Каржинскому заливу. Глубина увеличивается с запада на восток.
Ни одна река не впадает в Джарылгачский залив.
Северное побережье (Херсонская область) представлено чередующимися обрывистыми и низменными берегами, южное (остров Джарылгач) — низменными. На побережьях есть небольшие пересыхающие озёра и косы (Свинячья, Овечья — между Красным и Скадовском; Левкина, Дурилова, Мелкая, Глубокая, Медвежья — с запада на восток по северному побережью Джарылгача).
На побережье Джарылгачского залива расположено пять населённых пунктов: (все на побережье Херсонской области и относятся к Скадовскому району; с востока на запад) пгт Лазурное, село Новороссийское, село Красное, посёлок Озёрное, город Скадовск. В этих населённых пунктах расположены базы отдыха и пансионаты, а также помимо мест рекреации в Скадовске расположен порт.
2469 га акватории залива является частью Джарылгачского национального природного парка, созданного в 2009 году.

## Природа
Наиболее яркими представителями акватории залива являются каменная (Palaemon elegans) и травяная (Palaemon adspersus) креветки, два десятка видов крабов, а также стерлядь и севрюга, занесённые в ККУ. В Джарылгачском заливе, как и в Каркинитском, встречаются три вида китообразных: дельфин-белобочка (Delphinus delphis), афалина (Tursiops truncatus), морская свинья (а именно подвид черноморская морская свинья (Phocoena phocoena relicta)), занесённые в Красную книгу Украины.
Залив вместе с островом Джарылгач образовывает Джарылгачский природный комплекс, имеющий, согласно Рамсарской конвенции, большое международное природоохранное и научное значение. Данный комплекс является частью естественной цепочки сезонной миграции птиц в широтном направлении из Азии в Европу. На побережьях залива 248 видов пернатых гнездятся здесь, зимуют, останавливаются во время перелета.

## Экология
Из-за развёртнутой в 1967 году кампании по выращиванию риса в Скадовском районе Херсонской области Джарылгачский залив, как большой прилегающий водоём, оказался под негативным влиянием сельскохозяйственной деятельности. Пять-шесть раз за летний сезон сбрасывается вода с рисовых чеков Краснознаменской оросительной системы в залив через несколько каналов. К 1977 году воды залива были серьезно опреснены и загрязнены химикатами и солями тяжелых металлов. Последующая культивация риса с значительным использованием удобрений привела к тому, что в июле 1989 года содержимое ядовитых веществ в воде акватории превысило допустимые нормы, установленные Министерством здравоохранения. От чего пострадали места рекреации и животный мир залива.